# Państwo Kościelne
Państwo Kościelne (łac. Patrimonium Sancti Petri, ojcowizna po świętym Piotrze) – państwo istniejące w okresie od 755 (lub 754 albo 756) do 1870 roku (zajęcie Rzymu po zjednoczeniu Włoch) i rządzone przez papieży jako świeckich monarchów. Państwo było siedzibą Stolicy Apostolskiej i znajdowało się na terenie obecnych środkowych Włoch.

## Początki

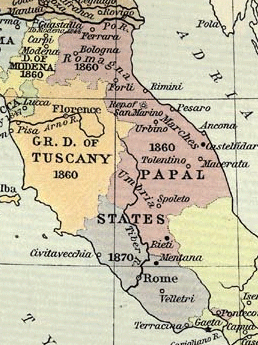
Państwo Kościelne

Zostało założone przez Pepina Krótkiego, króla Franków. Nadał on prawo do władania państwem papieżowi Stefanowi II. Państwo utworzono na terytoriach zdobytych podczas wojen z Longobardami.

## Historia
Wielokrotnie bywało podbijane, na przykład w 1527 roku (tak zwane sacco di Roma). W latach 1809–1815 stało się częścią Francji napoleońskiej. W okresie zjednoczenia Włoch w roku 1860 utraciło terytoria wokół Bolonii, Rawenny, Ankony i Ferrary.
Powszechnie uważa się, że pozostałością po Państwie Kościelnym jest Watykan, ale w sensie międzynarodowo-prawnym są to dwa odrębne podmioty, które łączy jedynie osobowość międzynarodowo-prawna Stolicy Apostolskiej, czyli – ogólnie rzecz biorąc – osoba biskupa Rzymu.
Państwo Kościelne zostało zlikwidowane w 1870 roku po 1114 latach istnienia (zob. kwestia rzymska), wieńcząc proces zjednoczenia Włoch. Co znamienne, stołeczny Rzym stał się stolicą Włoch – kraju, który zlikwidował Państwo Kościelne.